# Año Internacional de Conmemoración de la Lucha contra la Esclavitud y de su Abolición
2004 fue proclamado Año Internacional de Conmemoración de la Lucha contra la Esclavitud y de su Abolición por la Asamblea General de las Naciones Unidas mediante la resolución 57/195, adoptada el 18 de diciembre de 2002. La iniciativa surgió a propuesta de la UNESCO, que fue designada como la agencia líder para la organización de los eventos conmemorativos. La proclamación tuvo como eje central la celebración del bicentenario de la Revolución Haitiana de 1804, hito histórico que marcó el establecimiento de la primera república negra en el hemisferio occidental y la abolición del sistema esclavista en ese territorio.
El objetivo principal de esta conmemoración fue concienciar sobre las consecuencias históricas y actuales de la esclavitud, fomentar el recuerdo de la lucha por la libertad de los pueblos esclavizados y promover el diálogo intercultural para erradicar nuevas formas de esclavitud, racismo y xenofobia.

## Actividades y alcance
Durante el año 2004, se llevaron a cabo diversas iniciativas a nivel internacional con el fin de preservar la memoria de la esclavitud y destacar su impacto en la historia mundial. La UNESCO, en colaboración con los Estados miembros, instituciones académicas y la sociedad civil, impulsó actividades conmemorativas que abarcaron distintos ámbitos, desde la educación hasta la cultura y la investigación.
Uno de los enfoques centrales de la conmemoración fue la sensibilización sobre la historia de la esclavitud y sus repercusiones contemporáneas. Se promovieron debates académicos y encuentros internacionales que permitieron una reflexión profunda sobre la trata transatlántica de esclavos, su impacto en las sociedades modernas y las formas actuales de esclavitud y discriminación racial. Asimismo, se fomentó la incorporación de estos temas en los sistemas educativos para garantizar que las nuevas generaciones comprendieran la magnitud de este episodio de la historia y sus implicaciones en la actualidad.
En el ámbito cultural, se realizaron exposiciones, presentaciones artísticas y producciones audiovisuales que exploraron las contribuciones de los pueblos africanos esclavizados a las sociedades contemporáneas. La música, la danza, la literatura y otras expresiones artísticas se convirtieron en vehículos esenciales para visibilizar la resistencia y la resiliencia de estos pueblos. También se organizaron eventos en lugares emblemáticos de la historia de la esclavitud, como la isla de Gorea en Senegal y antiguos puertos de comercio de esclavos en América y el Caribe, con el objetivo de convertir estos espacios en centros de memoria y reflexión.
Además, la UNESCO reforzó su Proyecto de la Ruta del Esclavo, una iniciativa que desde su creación en 1994 ha trabajado en la documentación y preservación del legado de la esclavitud a través de investigaciones científicas, publicaciones y la protección de sitios históricos. Como parte de este esfuerzo, se promovió el reconocimiento de monumentos y lugares de memoria vinculados a la trata de esclavos, incentivando su inclusión en la Lista del Patrimonio Mundial de la UNESCO.
El año concluyó con una sesión especial en la Asamblea General de las Naciones Unidas en diciembre de 2004, donde se hizo un balance de las actividades realizadas y se reafirmó el compromiso de la comunidad internacional para seguir luchando contra la discriminación, el racismo y las nuevas formas de esclavitud.
Para la ejecución de estas actividades, la financiación provino en su mayoría de contribuciones voluntarias de los Estados miembros, así como del sector privado y diversas organizaciones internacionales.